# Ludomił Rayski
Anthony Ludomił Rayski Korab (Czasław, 9 dicembre 1892 – Londra, 11 aprile 1977) è stato un generale e aviatore polacco.
Si distinse nel corso della prima guerra mondiale come ufficiale delle Legioni polacche al servizio dell'Imperiale e regio esercito austro-ungarico e poi dell'esercito ottomano. Dopo la fine del conflitto rientrò in Polonia distinguendosi subito nel corso della guerra polacco-ucraina e nella successiva guerra sovietico-polacca al comando di una squadriglia da bombardamento. Fu sostenitore della teoria del dominio dell'aria elaborata dal generale italiano Giulio Douhet, e sostenne sempre la costituzione di una potente forza da bombardamento capace di effettuare il supporto aereo ravvicinato e i bombardamenti sul territorio nemico. Nel 1926 fu nominato "de facto" comandante dell'aviazione militare polacca, mantenendo tale incarico sino al marzo 1939, quando entrò in contrasto con i vertici militari per la mancata realizzazione del piano di potenziamento da lui fortemente voluto, e venne sostituito dal generale Władysław Jan Kalkus. Dopo l'inizio delle ostilità con la Germania e il rapido deterioramento della situazione bellica, venne incaricato di trasferire all'estero le riserve auree della Banca di Polonia, e poi raggiunse la Romania, da cui arrivò in Francia. Non riuscì a rientrare in servizio attivo a causa dell'ostilità del nuovo capo di dell'aviazione, Zajac e poi quando, dopo la fine della campagna di Francia, arrivò in Gran Bretagna, entrò in conflitto con il nuovo capo di stato maggiore dell'esercito, generale Władysław Sikorski in quanto, insieme ad altri ex alti ufficiali dell'esercito polacco, divenne un capro espiatorio per la sconfitta nella campagna del settembre 1939 dalla Seconda Repubblica di Polonia. La scrittura di un breve memoriale diffuso tra tutti ufficiali polacchi (noto come Memoriał paryski), in cui criticava la politica dei nuovi comandanti dell'esercito polacco in esilio gli valse il processo davanti a corte marziale e la condanna a 10 mesi di carcere per insubordinazione. Tale sentenza non fu mai eseguita, ma fu degradato e allontanato dal servizio. Dopo il suo arrivo in Gran Bretagna, e un nuovo rifiuto alla sua domanda di rientrare in servizio attivo, venne rinchiuso per un breve periodo nel campo di concentramento a Rothesay, sull'isola di Bute, in Scozia, da cui fu liberato nel mese di novembre del 1940, e l'anno successivo assegnato al Ferry Command della Royal Air Force. Dopo la morte di Sikorski, il 4 luglio 1943, il nuovo comandante delle forze polacche, generale Kazimierz Sosnkowski, gli permise di ritornare in servizio attivo, delegato al comando delle forze aeree polacche nel Medio Oriente. Seppur assolto dalle precedenti accuse dal tribunale militare presieduto dall'ammiraglio Jerzy Świrski il 2 febbraio 1944 la giuria, non gli fu restituito il grado di generale. Partecipò a voli di combattimento a Montecassino e durante la rivolta di Varsavia, rimanendo in servizio sino all'8 febbraio 1949, quando fu smobilitato. Rifiutò di ritornare in Polonia, e rimase in Gran Bretagna, stabilendosi nel quartiere londinese di Ealing, dove iniziò a lavorare dapprima in una lavanderia, poi come tipografo e disegnatore, non impegnandosi mai in attività politiche. Il 2 aprile 1977, già fortemente malato e morente, venne finalmente assolto da tutti i capi di imputazione presentati contro di lui nel 1940, da una commissione onoraria del governo polacco in esilio presieduta dal generale Zygmunt Szyszko-Bohusz.

## Biografia
Naque il 9 dicembre 1892 a Czasław, vicino a Wieliczka, figlio del nobile polacco Artur Teodor Rayski di Korab, un pastore della chiesa evangelica, e Josefa di Seroczyńskich. A seguito dell'esilio del padre nel'Impero ottomano in seguito alla rivolta del 1863, egli conservò sempre la cittadinanza ottomana acquisita dal padre, un fattore che si rivelò fondamentale per la sua successiva carriera militare. 
Dopo il ritorno del padre in Polonia, nel 1902 frequentò il ginnasio locale a Cracovia e nel 1909 passò l'esame di maturità nel reale liceo di Krosno, diventando uno dei promotori per la costruzione del locale campo d'aviazione. Poco dopo iniziò a studiare presso la facoltà di tecnologia del Politecnico di Leopoli. Nel 1912 entrò a far parte dell'associazione paramilitare dei fucilieri Strzelec (Związku Strzeleckiego "Strzelec”.

### La prima guerra mondiale

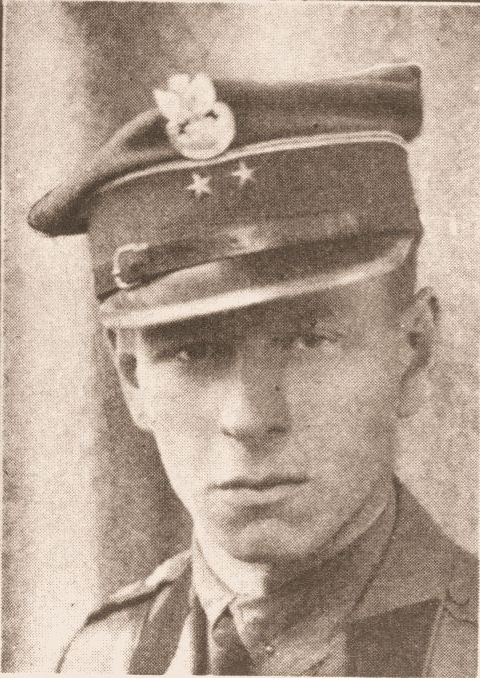
In divisa da aviatore polacco nel 1919.

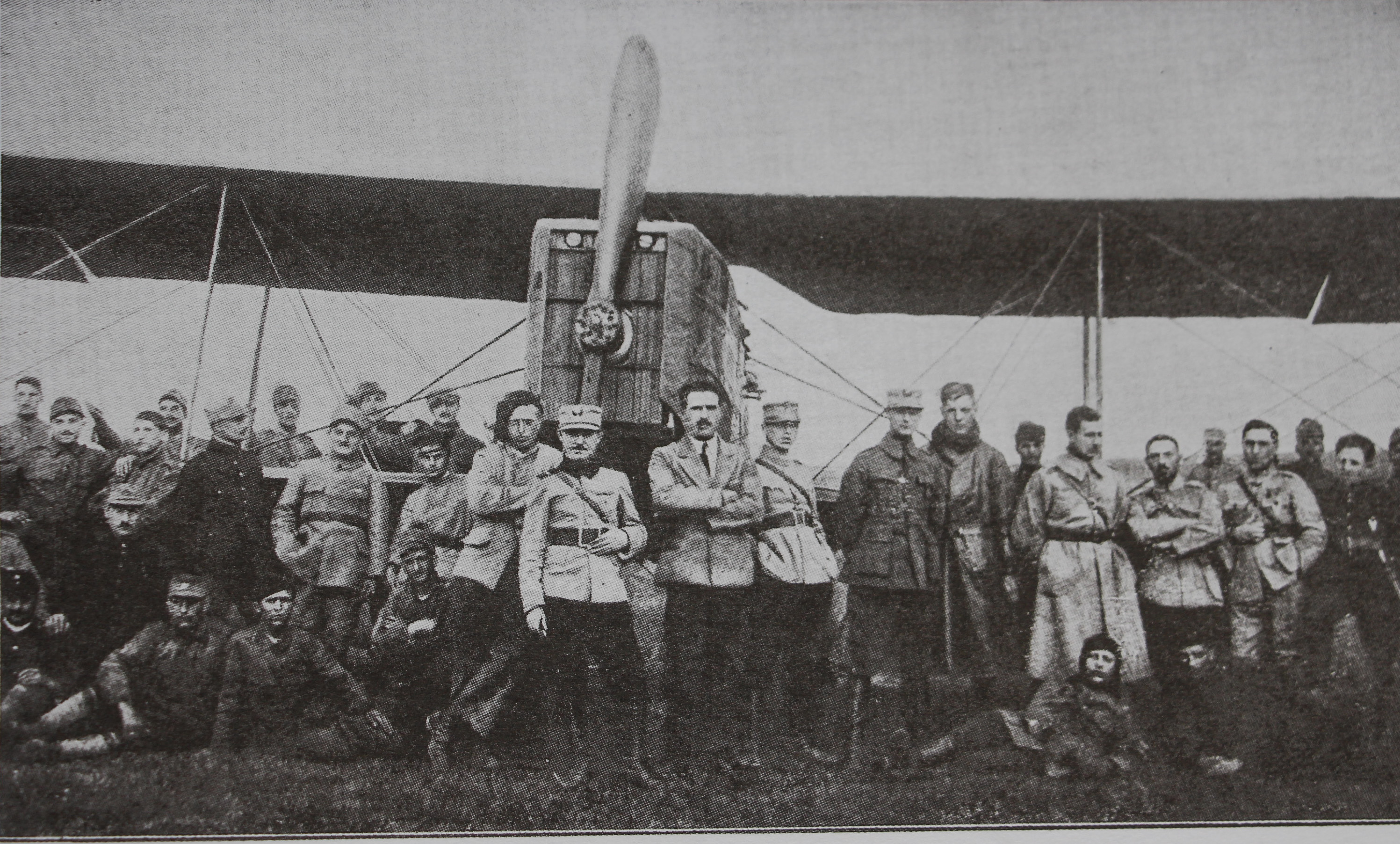
Con i piloti della 10 Eskadra Wywiadowcza a Czerniowce nel 1919.

Dopo lo scoppio della prima guerra mondiale, l'8 agosto 1914 si offrì volontario nelle Legioni polacche del generale Józef Piłsudski, formate sul territorio dell'Impero austro-ungarico, dove combatté sotto il comando del generale Józef Kordian-Zamorski, rimanendo ferito nella battaglia di Łowczówek.
Dopo che l'Impero Ottomano era entrato in guerra a fianco di Germania ed Austria-Ungheria, come suo cittadino venne mobilitato per prestare servizio nell'esercito. Egli inizialmente voleva rimanere nelle legioni polacche, che erano comunemente viste come una scuola per i quadri delle future forze armate della Polonia, ma venne convinto dal generale Kordian-Zamorski ad andare a Costantinopoli per cercare di ottenere esperienza nella guerra aerea. Egli ricevette una lettera di precetto dal Ministero della Guerra ottomano per arruolarsi ed essere mandato al fronte. Il 1º marzo 1915 prese servizio presso un'unità da trasporto basata nella Fortezza di Çanakkale, e nel settembre 1915 frequentò la scuole di volo di Maltepe/Istanbul dove si brevettò osservatore dall'aeroplano. Appena uscito dalla scuola fu mandato in azione durante gli sbarchi alleati nella penisola di Gallipoli. Rimasto gravemente ferito, fu promosso sottotenente il 19 agosto 1916, e dopo essere stato dimesso dall'ospedale fu trasferito presso la 5ª Armata turca a Smirne, dove rimase ferito per la seconda volta. Al ritorno in servizio fece la richiesta di essere inviato a un corso di formazione per piloti di caccia. Conseguito il brevetto di pilota il 19 luglio 1917 prese servizio nel 5º Reggimento aereo di Smirne, rimanendovi fino alla fine della guerra, combattendo su vari fronti fino al novembre 1918, quando aveva raggiunto il grado di tenente. Smobilitato nei primi giorni del gennaio 1919, si comprò un aereo LVG C.V e il 15 gennaio attraversò in volo il Mar Nero raggiungendo Odessa, dove si unì alla 4ª Divisione fucilieri polacca comandata dal generale Lucjan Żeligowski. Nominato comandante di una improvvisata squadriglia di supporto alla divisione fucilieri, dotata di 9 aerei (a parte il suo l'LVG C.V, vi erano un Nieuport 11C1 e otto Anatra DS "Anasal"). Dopo un breve periodo di combattimenti contro i bolscevichi a fianco dei russi bianchi del generale Denikin, nel mese di giugno l'unità venne ritirata in Romania, da dove raggiunse poi la Polonia.
A quel tempo il neocostituito esercito polacco era gravemente carente di piloti esperti, e anche se si riuscirono a requisire decine di aerei della prima guerra mondiale appartenenti agli sconfitti Imperi Centrali, non c'erano abbastanza piloti per farli volare. A causa di ciò, subito dopo il suo arrivo in Polonia nel giugno 1919, fu nominato comandante della neonata 10ª Squadriglia da ricognizione composta in gran parte della ex squadriglia della 4ª Divisione. Considerato pilota e comandante esperto, dopo l'escalation della guerra polacco-bolscevica e durante le fasi finali della guerra polacco-ucraina, nel mese di agosto dello stesso anno assunse il comando del più famoso gruppo aereo polacco dell'epoca, la 7ª Squadriglia aerea (Eskadrą Lotniczą) Kościuszko. Fu scelto come comandante di tale unità, non solo per le sue doti di pilota, ma anche per le sue abilità linguistiche, in quanto la squadriglia era formata principalmente da volontari americani. Prestò servizio la fronte con tale unità fino al gennaio 1920, assumendo poi la direzione della Scuola addestramento piloti di Poznań, di cui divenne il primo comandante. Verso la fine del mese di aprile fu promosso al grado di maggiore ed ebbe il comando della neocostituita 21ª Squadriglia, sola unità da bombardamento polacca dell'epoca. Anche se poco equipaggiata e composta per lo più di piloti male addestrati, la squadriglia si rivelò una delle unità aeree di maggior successo nel conflitto. Nel mese di maggio la squadriglia partecipò all'offensiva su Kiev e alla successiva ritirata. Nell'agosto dello stesso anno fu distaccato in Italia per trasferire in patria i nuovi velivoli Ansaldo A.300 recentemente acquistati. Durante il volo di ritorno diretto dall'Italia alla Polonia, effettuato insieme con il futuro direttore della PZL, ingegner Witold Rumbowiczem, sorvolò la catena della Alpi. Nel mese di ottobre ritorno in combattimento presso la 21ª Squadriglia da bombardamento.

### Tra le due guerre

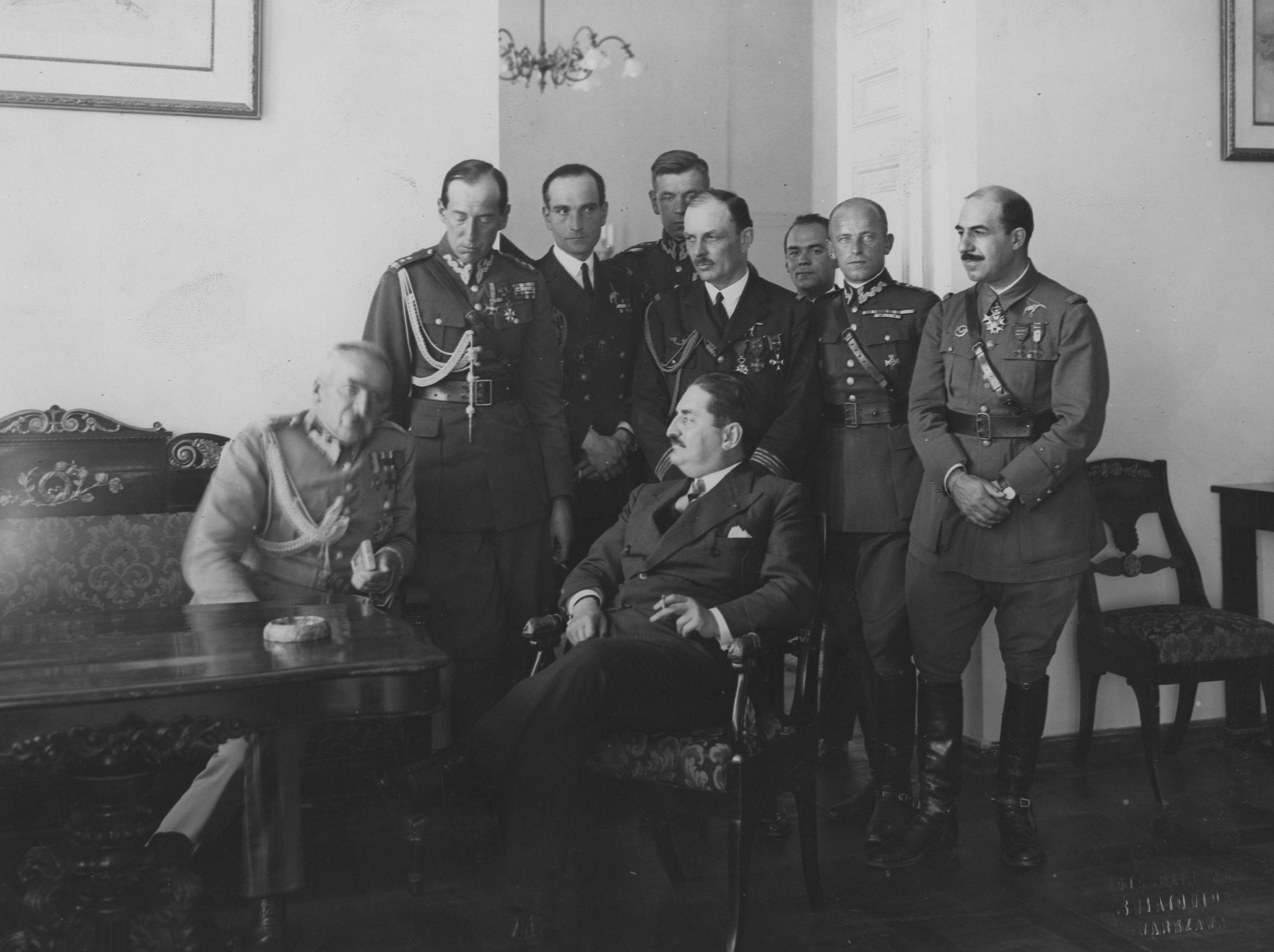
Visita del Ministro francese Laurent Eynac (seduto a destra) in Polonia nel 1930. Si riconoscono il Maresciallo di Polonia Józef Piłsudski (seduto a sinistra), il sottosegretario agli esteri Józef Beck, il capitano Peleur, il colonnello Ludomił Rajski, il capitano Sokołowski, e il comandante della missione militare francese in Polonia Victor-Léon-Ernest Denain (ultimo a destra).

Dopo la fine della guerra con l'Unione Sovietica rimase militare di carriera, promosso al grado di tenente colonnello. Nel 1921 prestò servizio presso il IV Dipartimento della navigazione aerea del Ministero degli Affari Militari, diventando poi vice capo del Dipartimento diretto dal generale François-Léon Lévêque. Fu per breve tempo comandante della Scuola Superiore di Pilotaggio situata sull'aeroporto di Ławica, nei pressi di Poznań. Lasciò l'incarico nel 1922 e ritornò a Leopoli dove continuò i suoi studi fermi a 8 anni prima. Rimase attivo come pilota conquistando molta fama in Patria a causa dei suoi spettacolari voli. Nell'agosto 1924 fu promosso al grado di colonnello e inviato a frequentare un corso per ufficiali superiori presso la Scuola Superiore di Guerra a Varsavia.
Il 1º novembre 1924 fu trasferito al IV Dipartimento del Ministero degli Affari Militari, passando poi al 1º Reggimento d'aviazione (1 Pułku Lotniczego) dove frequentò il corso Doszkolenia nel l'Accademia Superiore Militare di Varsavia. Il 10 ottobre 1925, dopo aver completato il corso e ottenuto la qualifica di ufficiale dello Stato Maggiore Generale, viene assegnato alla III Divisione presso l'ufficio interno al Consiglio di Guerra. Nel 1925 con un velivolo Breguet 19, assieme al sergente meccanico Leonard Kubiak, effettuò un volo Parigi-Madrid-Casablanca-Tunisi-Istanbul-Varsavia in quattro giorni, risultato notevole per l'epoca, e nel 1926 aveva in programma di effettuare un volo di collegamento da Varsavia a Tokyo.
Il 18 marzo 1926, poco prima del colpo di stato del mese di maggio, al brigadiere pilota Włodzimierz Zagórski erano state affidate le funzioni di capo del IV Dipartimento del ministero degli affari militari. Dopo il colpo di stato del 6 maggio fu nominato capo del dipartimento della navigazione aerea e comandante "de facto" delle forze aeree polacche (28 giugno 1926). Il 12 maggio 1927 divenne responsabile del Dipartimento dell'aviazione, successivamente denominato dipartimento dell'aeronautica. Il 29 aprile 1929 diventò responsabile del dipartimento di ingegneria aeronautica.

### La costituzione della moderna forza aerea polacca

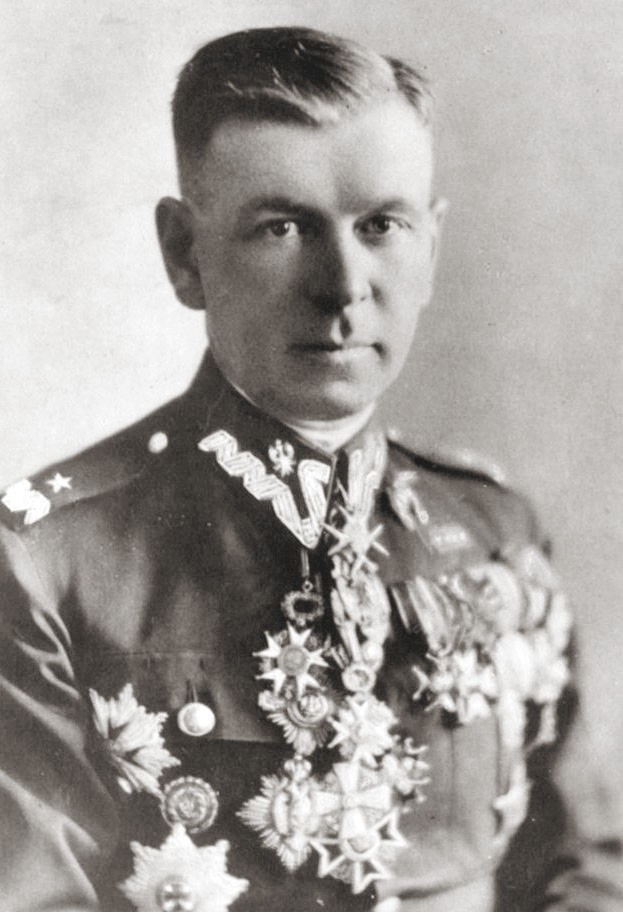
In divisa con tutte le sue decorazioni.

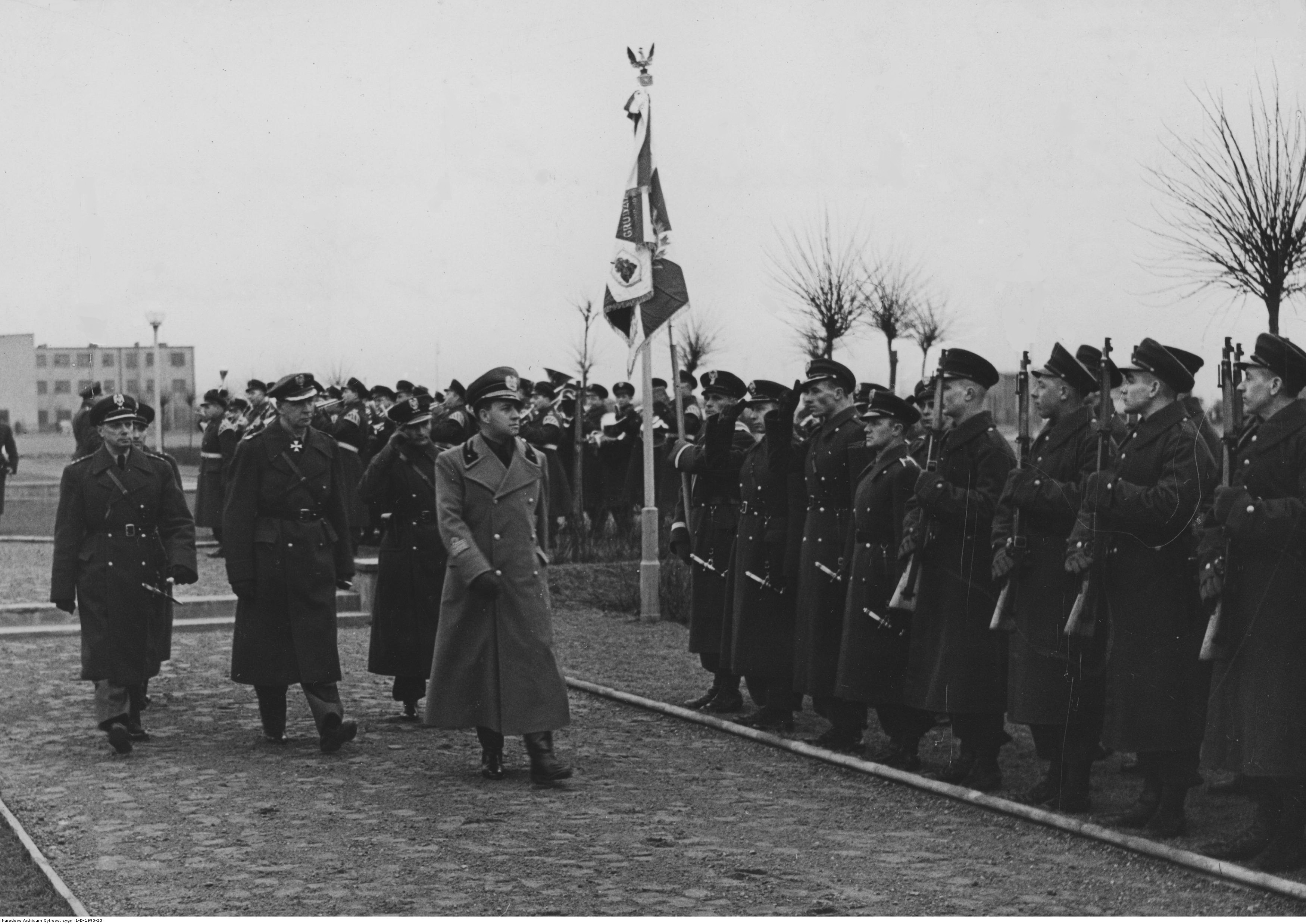
Picchetto del 1 Pułku Lotniczego rende gli onori militari al Ministro degli Esteri del Regno d'Italia Galeazzo Ciano in visita in Polonia nel 1939.

Noto sostenitore della teoria del dominio dell'aria elaborata dal generale italiano Giulio Douhet, sostenne sempre la costituzione di una potente forza da bombardamento capace di effettuare il supporto aereo ravvicinato e i bombardamenti sul territorio nemico.  Nel periodo successivo alla Grande Guerra le forze aeree polacche furono trascurate sia dal Maresciallo di Polonia Józef Piłsudski che dai suoi successori, che sottovalutarono il ruolo degli aerei nella guerra moderna. A causa questo egli dovette limitare i suoi piani per l'ammodernamento della forza aerea esistente in quel momento, e la carenza di fondi, la crisi economica e la mancanza di volontà di espandere le forze aeree presente nella parte della maggior parte degli alti ufficiali, lo costrinse a concentrarsi sull'addestramento al volo degli equipaggi. In quel periodo creò la famosa scuola d'aviazione di Dęblin oltre a un certo numero di basi aeree permanenti, spesso utilizzando i fondi urbani piuttosto che con quelli ministeriali. Fu lui a organizzare la costruzione di un gran numero di nuovi aeroporti, che passarono dai 12 del 1923 ai 39 del 1933, undici dei quali erano basi aeree di grandi dimensioni, in grado di supportare interi reggimenti d'aviazione.
Poiché la Polonia non poteva permettersi di acquistare un gran numero di aerei moderni all'estero promosse lo sviluppo del settore del trasporto aereo polacco. Per sua insistenza, nel 1928 tutte le fabbriche aeronautiche nazionali mutarono la loro produzione dagli aerei di costruzione mista a quelli completamente metallici, e ciò permise di creare una nuova generazione di giovani ingegneri qualificati. Tra di loro: Zygmunt Puławski (progettista di una famiglia di aerei da caccia moderni, a partire da PZL P.1), Jerzy Dąbrowski (disegnatore del bombardiere PZL.37 Łoś), Wsiewołod Jakimiuk (progettista del caccia PZL.50 Jastrząb), Stanisław Prauss (autore dei cacciabombardieri PZL.23 Karaś e PZL.46 Sum) e Stanisław Nowkuński (progettista di motori aerei, tra i quali il PZL Foka).
La fabbrica statale Państwowe Zakłady Lotnicze divenne la principale fornitrice di moderni aerei per l'esercito polacco, e finanziò gran parte delle proprie ricerche e progettazioni principalmente con fondi raccolti dall'esportazione di aerei in Romania, Spagna, Ungheria, Grecia e Turchia. La costante mancanza di fondi consentì alle forze aeree polacche di sostituire gli aerei meno recenti con quelli più moderni, ma non di espandersi e di divenire parte affidabile delle forze armate. Presentò ripetutamente, alle autorità statali, piani e petizioni per l'ammodernamento e l'espansione dell'aeronautica, che non vennero mai accettati. Il 1º gennaio 1934 fu elevato al grado di generale di brigata, il più alto detenuto da un qualsiasi funzionario delle forze aeree polacche in quel momento. Due anni più tardi, il 1º agosto 1936, assunse il comando dell'aeronautica militare. Solamente nel 1937 uno dei suoi piani di modernizzazione della forza aerea venne accettato. Esso si basava su un ampio studio dello sviluppo della Luftwaffe tedesca, e sulle teorie del generale italiano Giulio Douhet, e prevedeva che la futura guerra sarebbe stata combattuta principalmente con gli aerei da bombardamento, mentre i caccia avrebbero giocato un ruolo secondario. In quattro anni, entro il 1º aprile 1942, il numero delle squadriglie polacche doveva essere aumentato dal 33 a 106. Tale piano doveva essere finanziato dal governo e consentire la completa ricostruzione dell'intera forza aerea ad un costo di circa 1.537 milioni di złoty.
Subito dopo l'approvazione de piano insorsero vari conflitti all'interno dello Stato maggiore generale, così come difficoltà finanziarie statali che ne limitarono l'attuazione. Dei 600 milioni di złoty preventivati per la prima fase del progetto ne furono effettivamente spesi circa 200 milioni, mentre il resto fu ripartito tra vari ministeri. Il suo ruolo fu seriamente compromesso dalla mancanza di appoggio all'interno dello Stato Maggiore generale, e le sue frequenti proteste e i memoriali scritti non sortirono alcun effetto. Presentò due volte le sue dimissioni (nel marzo 1938 e poi nel gennaio del 1939), ma non vennero mai accettate. Nel gennaio 1939, temendo che la guerra con la Germania fosse ormai imminente e inevitabile, si dimise e presentò un ultimatum al Ministro della Guerra, generale Tadeusz Kasprzycki, chiedendogli di mobilitare finalmente l'industria aeronautica polacca e di mandargli tutti i fondi richiesti. All'inizio del mese di marzo ciò fu rifiutato, ed il 19 dello stesso mese venne sollevato dalle sue funzioni, sostituito dal generale Władysław Jan Kalkus, subordinato all'Ispettore della Difesa Aerea generale Józef Zając.  Zając era un forte sostenitore della dottrina della superiorità aerea privilegiando i caccia da combattimento a scapito della forza da bombardamento. Il nuovo comandante annullò la maggior parte dei suoi progetti, tra cui il bombardiere PZL.49 Miś, successore del PZL.37 Łoś. Fino al mese di maggio egli rimase senza alcun incarico a disposizione del brigadiere generale Aleksander Litwinowicz, e trascorse il suo tempo addestrandosi su tutti i tipi di aerei militari polacchi di allora. Nel luglio andò con una missione militare polacca nel Regno Unito, per coordinare l'acquisto di aerei inglesi destinati all'aeronautica polacca, come specificato dal trattato di alleanza militare anglo-polacco. Tuttavia, le autorità britanniche rinviarono la consegna dei promessi Hawker Hurricane Supermarine Spitfire e Fairey Battle. Il 15 luglio rientrò in Polonia recando solamente promesse, e continuò a presentare petizioni al capo del personale militare per ottenere un qualsiasi incarico, anche come semplice pilota presso un'unità da combattimento, ma senza alcun risultato. Infine, con la guerra ormai alle porte, il 25 agosto 1939 fu nominato capo dell'amministrazione dell'esercito.

### La seconda guerra mondiale

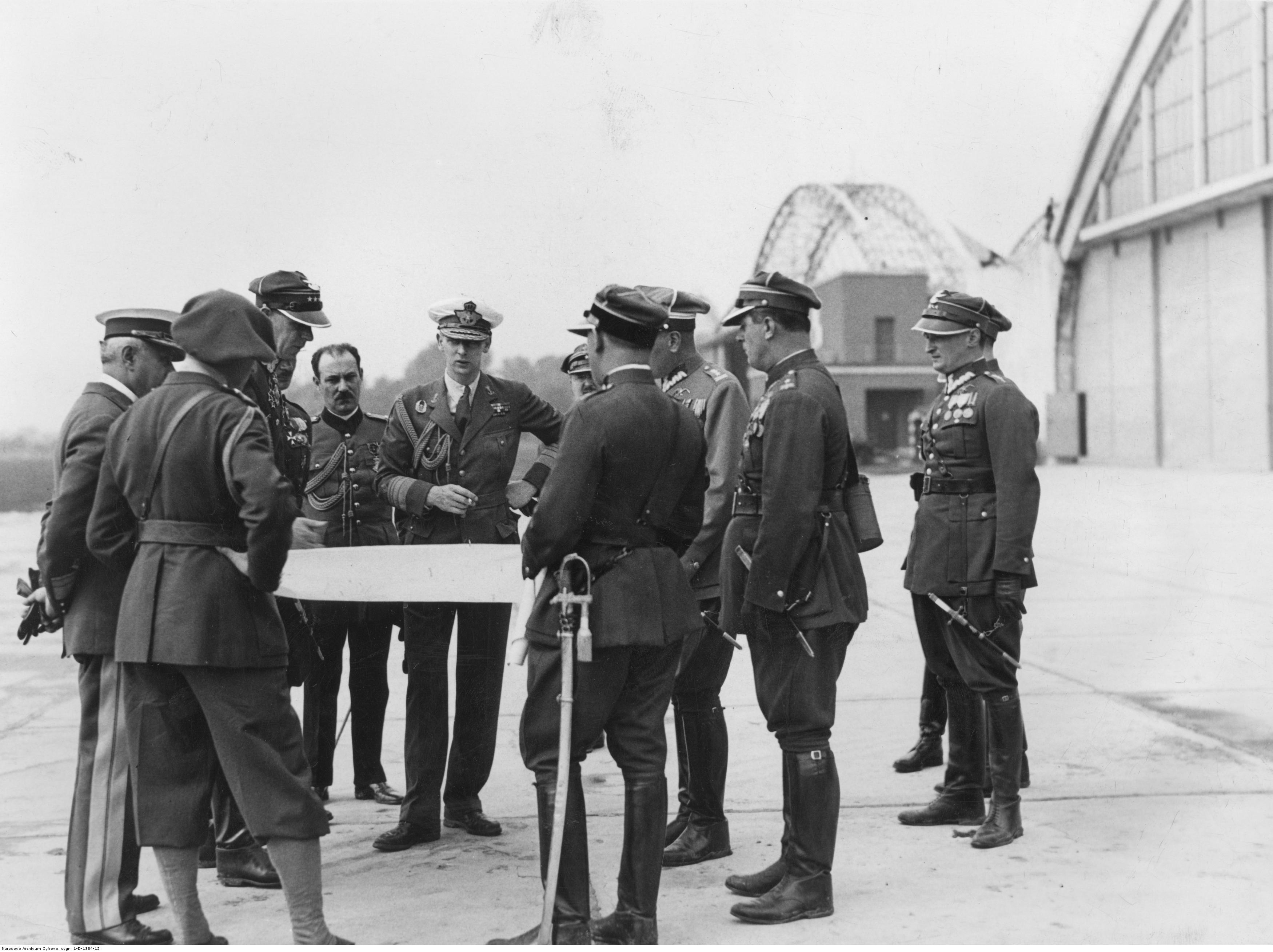
Visita del principe Nicola di Romania (quinto da sinistra), in Polonia. Il fratello del re rumeno, e i militari polacchi, tra cui il colonnello Ludomił Rayski (terzo da sinistra), stanno esaminando il piano di un volo per Dęblin all'aeroporto militare di Okęcie. 21 agosto 1931.

Dopo lo scoppio della seconda guerra mondiale, il 1º settembre, fu evacuato da Varsavia insieme al resto del comando del personale militare, e quando l'amministrazione militare in tempo di pace cessò di esistere,  collaborò al trasferimento delle riserve auree della banca di Polonia all'estero. In seguito l'oro trasferito a Riga divenne parte integrante delle finanze del governo polacco in esilio a Londra. Nonostante le sue continue richieste non gli fu mai permesso di unirsi ai combattimenti, e dopo l'invasione sovietica della Polonia, il 18 settembre, attraversò il confine espatriando in Romania. A differenza della maggior parte del personale dello stato maggiore generale polacco,  riuscì a sottrarsi all'internamento e si trasferì in Francia, dove si mise a rapporto dal generale Zając chiedendogli un incarico nelle forze aeree polacche ivi presenti. La sua richiesta venne ancora una volta respinta dal generale Władysław Sikorski in quanto, insieme ad altri ex alti ufficiali dell'esercito polacco, divenne un capro espiatorio per la sconfitta nella campagna del settembre 1939. Scrisse quindi un breve memoriale diffuso tra tutti ufficiali polacchi (noto come Memoriał paryski), in cui criticava la politica dei nuovi comandanti dell'esercito polacco in esilio. Gli venne ordinato di presentarsi a riferire presso il campo militare in Carisay, ma rifiutò per cui fu processato da una corte marziale e condannato a 10 mesi di carcere per insubordinazione. Anche se la sentenza non venne mai eseguita venne degradato e allontanato dal servizio.
Si offrì come volontario all'Armée de l'Air francese, ma fu nuovamente respinto. Ufficialmente ancora un generale dell'esercito polacco, si offrì volontario alla Suomen ilmavoimat finlandese, per partecipare alla Guerra d'Inverno. All'inizio del 1940 acquistò un aereo da trasporto e il 7 marzo partì per Helsinki, ma il 12 marzo fu firmato a Mosca il trattato di pace tra Finlandia e Unione Sovietica e il suo servizio non era più necessario. Al suo ritorno in Francia fu declassato al rango di capitano e il 29 marzo si arruolò nella Legione straniera. Il 1º giugno la Legione lo mandò presso le forze aeree francesi per la formazione come pilota, ma prima che potesse iniziare il corso la Francia si arrese alla Germania ed egli fuggì in Gran Bretagna. Il 5 settembre presentò richiesta alle autorità britanniche, e in subordine al generale Władysław Sikorski, per essere ammesso come semplice pilota nella Royal Air Force, ma invece il 27 settembre venne internato in un campo di concentramento a Rothesay, sull'isola di Bute, in Scozia.
Il 5 novembre, su insistenza dei Marescialli dell'Aria Sir Cyril Newall e Charles Medhurst, fu liberato e nel 1941 ammesso nel servizio di trasferimento velivoli (RAF Ferry Command) della Royal Air Force. Tale unità aveva il compito di trasferire i velivoli sugli aeroporti alleati in Asia e Nord Africa. Compì una serie di missioni di trasferimento, tra cui uno straordinario volo di una formazione di bombardieri Bristol Blenheim da Habaniya, in Iraq, a Singapore dove, dopo due settimane dal volo, il suo bombardiere venne distrutto da caccia giapponesi subito dopo il suo l'arrivo sull'aeroporto attaccato
Dopo la morte del generale Sikorski, il 4 luglio 1943, il nuovo comandante delle forze polacche, generale Kazimierz Sosnkowski, gli permise di ritornare in servizio attivo. Promosso al grado britannico di Vice Maresciallo dell'Aria venne delegato al comando delle forze aeree polacche nel Medio Oriente. Allo stesso tempo il generale Sosnkowski riprese il caso della sua corte marziale e lo sottopose al tribunale militare presieduto dall'ammiraglio Jerzy Świrski. Il 2 febbraio 1944 la giuria lo assolse da ogni accusa e lo dichiarò non colpevole, ma non gli fu restituito il grado di generale. Durante i combattimenti a Montecassino si offrì volontario per effettuare voli di combattimento nel No.318 Polish Fighter-Reconnaissance Squadron, e tutte le 21 missioni avvennero in territorio nemico dietro la linea del fronte, a bassa quota, alla portata anche delle più leggere armi antiaeree tedesche.
Durante la rivolta di Varsavia dell'agosto 1944 fu probabilmente l'unico generale alleato a volare in missioni di combattimento su base quotidiana. Volontario presso il No. 301 Polish Bomber Squadron basato a Brindisi, effettuò numerose missioni (circa 100) di rifornimento e supporto all'Armia Krajowa, volando sui caccia Supermarine Spitfire e come secondo pilota sui bombardieri Consolidated B-24 Liberator Aveva quasi cinquantadue anni. In totale durante il suo servizio presso la Royal Air Force, volò su 21 tipi di velivoli diversi, effettuando un totale di 1.519 ore di missioni.

### Dopo la guerra

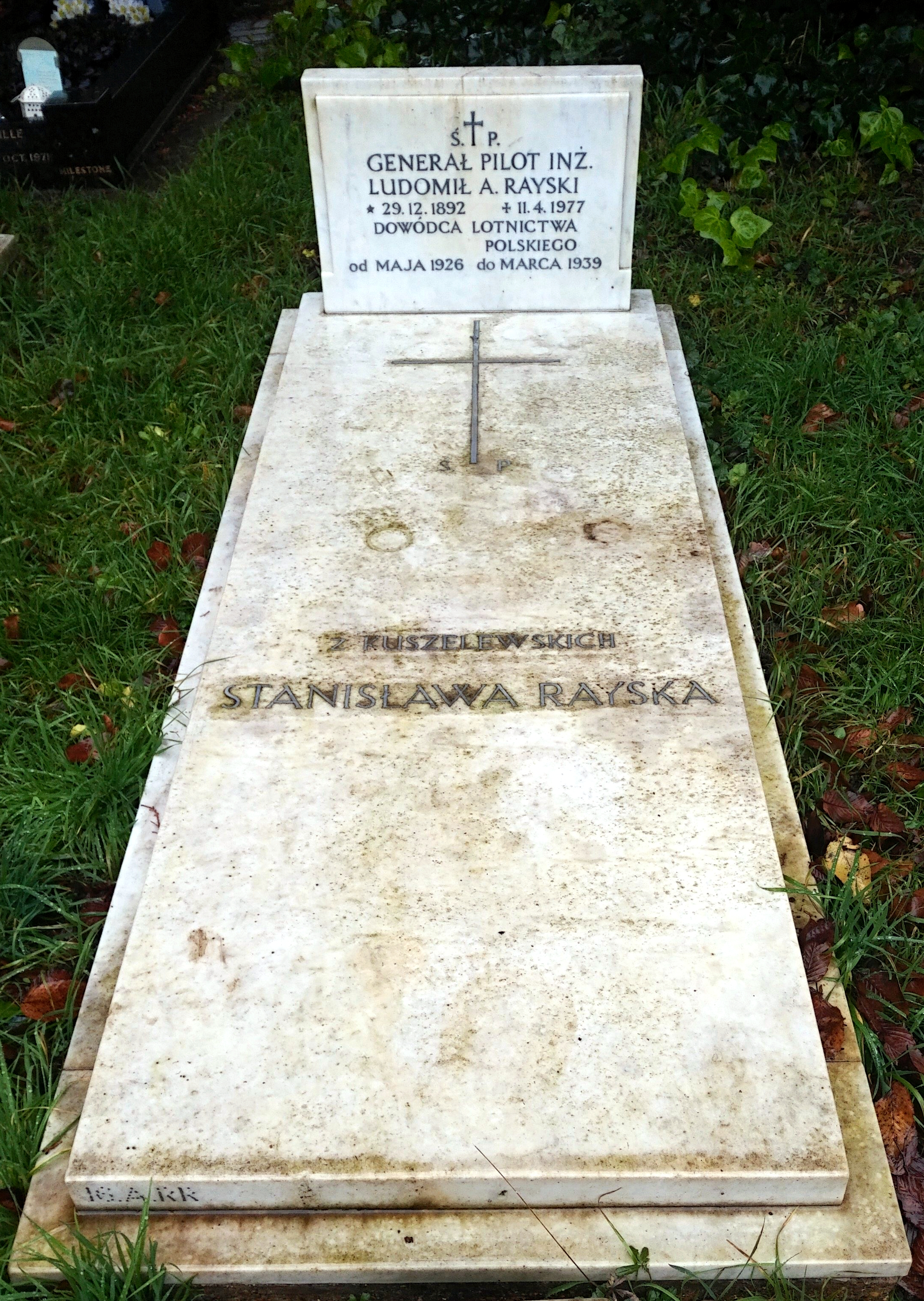
La sua tomba nel cimitero di Newark.

Dopo la fine della seconda guerra mondiale rimase nell'esercito polacco in esilio, entrando poi nell'unità di liquidazione delle forze armate polacche fino all'8 febbraio 1949, quando fu smobilitato. Rifiutò di ritornare in Polonia, e rimase in Gran Bretagna, stabilendosi nel quartiere londinese di Ealing, dove iniziò a lavorare dapprima in una lavanderia, poi come tipografo e disegnatore, non impegnandosi mai in attività politiche. Fu membro attivo della locale comunità polacca, e per sei anni presidente onorario della Società dei piloti polacchi in Gran Bretagna, rimanendovi fino alla sua morte membro del Comitato d'Onore. Nel 1966 sposò in seconde nozze Aileen Sheedy. Il 2 aprile 1977, già fortemente malato e morente, venne finalmente assolto da tutti i capi di imputazione presentati contro di lui nel 1940, da una commissione onoraria del governo polacco in esilio presieduta dal generale Zygmunt Szyszko-Bohusz. Si spense a Londra l'11 aprile, la sua salma venne cremata e le ceneri sepolte assieme alla prima moglie nel cimitero di Newark. Nel maggio 1993 le sue ceneri vennero traslate in Polonia, venendo tumulate il 22 dello stesso mese nella Cattedrale dell'Esercito polacco a Varsavia.

## Pubblicazioni
- Mój lot : Warszawa - Tokio – Warszawa, con Bolesław Orliński,  Wydawnictwo "Lector-Polonia", Warszawa, 1927.
- 25.770 km. ponad Afryką, con Stanisław Skarżyński e Bogdan J. Kwieciński, Aeroklub Rzeczypospolitej Polskiej, Warszawa, 1931.
- Słowa prawdy o lotnictwie polskim 1918-1939, Nakł, Londyn, 1948.
- Poland's treason, London, 1969.
- Memoriał, a cura di Franciszek Kalinowski, in Militaria Pomorskie n.r.1 2006 (p=113-119).

### Annotazioni
1. ↑  Artur Teodor era nato cittadino russo, ma fu costretto all'esilio dopo lo scoppio della rivolta nel Regno di Polonia del 23 gennaio 1863. Lasciò la Polonia all'età di 17 anni rifugiandosi in Turchia, dove poco dopo il suo arrivo ottenne la cittadinanza ottomana, trascorrendo la maggior parte della sua vita come un ufficiale dell'esercito Si convertì all'Islam divenendo capitano dell'esercito ottomano. Partecipò alla guerra russo-turca del 1877-78, ritirandosi dal servizio nel 1889 e facendo ritorno in Polonia.
2. ↑  Tale associazione era stata costituita nel 1910.
3. ↑  Rayski partecipò attivamente ai combattimenti fino al 29 luglio 1920.
4. ↑  Vale a dire quasi 300 milioni di dollari o quasi 62.000.000 sterline con i tassi di cambio del 1939.
5. ↑  La cui produzione doveva del PZL.37 scendere dagli iniziali 180 esemplari a solo 120.
6. ↑  Nel sistema militare polacco rimase sempre un capitano.

### Fonti
1. 1 2 3 4 5 6 7 8 9 10 11 12 13 14 15  Opinie.
2. 1 2 3 4 5 6 7  Samoloty.
3. ↑  Ludomił Antoni Korab Rayski,  nternetowy Polski Słownik Biograficzny, t. XXX tom Polskiego Słownika Biograficznego, 1987.
4. 1 2 3 4 5 6 7 8 9 10 11 12 13 14 15 16 17 18 19 20 21 22 23  Infolotnicze.
5. ↑  Cynk, Jerzy B. Les Avions de L'independance Polonaise Parte 1, Le Fana de l'Aviation no.169, Editions Lariviére, decembre 1983.
6. ↑  Cynk 1971, p. XVII.
7. ↑  Belcarz, Peczkowski 2001, p. 73.
8. ↑  Cynk 1998, p. 34.
9. ↑  Belcarz, Peczkowski 2001, p. 67.
10. 1 2  Tarkowski, Krzysztof. Lotnictwo polskie w wojnie z Rosją Sowiecką 1919-1920, Warszawa, 1991, ISBN 83-206-0985-2.
11. ↑  Belcarz, Peczkowski 2001, p. 86.
12. ↑  Belcarz, Peczkowski 2001, p. 87.
13. ↑  Belcarz, Peczkowski 2001, p. 88.
14. 1 2 3 4 5  Koniarek 1994, p. 5.
15. ↑  Dziennik Personalny MSWojsk. Nr 19 z 06.05.1926.
16. 1 2 3 4  Cynk 1998, p. 48.
17. ↑  Cynk 1971, p. XIX.
18. ↑  Cynk 1998, p. 43.
19. 1 2  Cynk 1998, p. 47.
20. 1 2 3 4  Cynk 1998, p. 54.
21. 1 2 3  Jerzy B. Cynk, Dowodzenie Lotnictwem Wojskowym II Rzeczypospolitej in: Lotnictwo nr 5/2004.
22. ↑  Rayski, Ludomił. Word of truth about the Polish Air Force 1919-1939, London 1948.
23. 1 2 3  Piotr Stawecki Słownik biograficzny generałów Wojska Polskiego 1918-1939, wyd. 1994, str. 275.
24. ↑   Artur Golebiewski (2003). "Bristol Blenheim IV". Polska Witryna Modelarska (archiviato dall'url originale il 14 aprile 2005)..
25. ↑  Koniarek 1994, p. 55.
26. 1 2  Koniarek 1994, p. 57.
27. ↑   Wilhelm Ratuszynski (2003). "History of No. 301 Polish Bomber Squadron". Polish Squadrons Remembered. URL consultato il 9 ottobre 2017 (archiviato dall'url originale il 22 ottobre 2009)..